# Wilhelm Ernst Christiani
Wilhelm Ernst Christiani (25. april 1731 – 1. september 1793) var en holstensk historiker.
Christiani blev 1761 professor i Kiel, hvor han levede lige til sin død. Han har skrevet en stor Slesvig-Holstens historie: Geschichte der Herzogthümer Schleswig und Holstein (4 bind, 1775-79) og Geschichte der Herzogthümer unter dem Oldenburgischen Hause (2 bind, 1781-84); det er et pålideligt og grundigt arbejde, der endnu har betydning, og som efter forfatterens død blev fortsat af Hegewisch.